# Albert Tallski
Albert Tallski (* 17. Juli 1977 in Breslau, Polen als Albert Tallando-Gdynia) ist ein deutsch-polnischer Schauspieler, Filmregisseur und Drehbuchautor.

## Leben
Albert Tallski ist der Sohn einer Philologin und eines Ingenieurs. Er besuchte zunächst eine Grundschule in Breslau, bevor seine Eltern mit ihm und seinem Bruder nach Westdeutschland flohen. Nach seinem Abitur im Jahr 1997 leistete er seinen Zivildienst bei dem Arbeiter-Samariter-Bund und zog nach Rom. Ab 2001 studierte er zunächst Anglistik und Linguistik an der Ruprecht-Karls-Universität Heidelberg. 2002 zog er nach Berlin und studierte Rechtswissenschaft an der Humboldt-Universität zu Berlin, bis er eine Schauspielschule besuchte. Im Alter von acht Jahren begann er mit dem Judo-Training, das er bis zu seinem 17. Lebensjahr aktiv verfolgte. Während des Studiums begann er mit Boxen.
Erste Aufmerksamkeit bei einem breiteren polnischen Publikum erlangte er 2009 in der Rolle des Mörders von General Władysław Sikorski in Absturz über Gibraltar. 2009 produzierte er seinen ersten eigenen Kurzfilm, Bitter Woodruff, bei dem er auch die Regie und die Hauptrolle übernahm.

## Filmografie (Auswahl)
- 2003: Not A Love Story
- 2008: Absturz über Gibraltar (Generał – zamach na Gibraltarze)
- 2009: Generał (Miniserie)
- 2009: Bitter Woodruff
- 2010: Amekska
- 2011: Clouds
- 2012: Der Kriminalist (Fernsehserie)
- 2013: Zurück auf Ende
- 2014: Versus
- 2015: Dann Schien die Sonne
- 2016: Service (TV-Miniserie)
- 2019: Golden Twenties
- 2020: Blur Together
- 2021: Duran
- 2022: Tales of Babylon
- 2024 Polizeiruf
- 2025 Ku'damm 77[1]

## Theater
- 2017: Recht Auf Glück[2]
- 2018: As You Don’t Like It[3]